# Halinów (Skierniewice)
Halinów – osiedle w południowo-zachodniej części Skierniewic.

## Charakter osiedla
Osiedle oddalone jest od centrum o około 2,5 km. Osiedle charakteryzuje się wyłącznie zabudową domów jednorodzinnych.

## Komunikacja
Przez osiedle przebiega droga wojewódzka nr 705. Osiedle posiada połączenia Miejskich Zakładów Komunikacyjnych o numerach 1,5,7. Z osiedla można dostać się do centrum miasta, osiedla Widok, Rawki.
Niedaleko znajduje się stacja kolejowa w Dąbrowicach, można z niej dojechać do Koluszek, Łodzi oraz centrum Skierniewic. Głównymi ulicami Halinowa to: ul. Łódzka, Przechodnia, Napoleońska, Na Piaski, Podmiejska, Żwirowa.

## Przyroda
Na obszarze osiedla znajduje się dużo obszarów zielonych. Blisko osiedla znajduje się las Zwierzyniecki.